# Rosa Dorothea Ritter
Rosa Dorothea Ritter (* 29. Juli 1759 in Biel, Schweiz; † 13. Januar 1833 in Hanau), auch Rosette Ritter genannt und 1783  zur Freifrau von Lindenthal erhoben, ist die Ahnherrin der Freiherren/Freiinnen von Haynau.

## Leben
Rosa Dorothea Ritter war die Tochter des Apothekers Johann Georg Ritter und Maria Magdalena Witz.

### Mätresse Wilhelms IX./I.

Wappen der Freiherren von Haynau, Nachkommen der Rosa Dorothea Ritter mit Kurfürst Wilhelm I.

Rosa Dorothea Ritter war zwischen 1779 und 1787 die zweite der drei Mätressen des Landgrafen und späteren Kurfürsten Wilhelm IX./I. von Hessen-Kassel. Dieser kaufte ihr ein Anwesen in Hanau und ein Landgut im Rheingau und ließ sie vom Kaiser in Wien nobilitieren. Unter dem Datum des 17. März 1783 erhob der Kaiser sie mit dem Privilegium Denominandi in den Adelsstand des Reiches. Der Landgraf schenkte ihr das Gut Lindenthal bei Wiesbaden, nach dem sie sich nun Freifrau von Lindenthal nannte. Die gemeinsamen Kinder der nunmehrigen Freifrau von Lindenthal mit Wilhelm IX./I. waren:
1. Wilhelm Carl (* 24. Dezember 1779; † 21. Januar 1856), kurhessischer Generalleutnant
2. Georg Wilhelm (* 27. Februar 1781; † Februar 1813)
3. Philipp Ludwig (* 18. Mai 1782; † 5. Juni 1843), badischer Wirklicher Geheimer Rat
4. Wilhelmine (* 20. Juli 1783; † 27. Mai 1866), heiratete den späteren Minister Carl von Hanstein (1772–1861).
5. Moritz (* 4. Juli 1784; † 9. September 1812)
6. Marie Sophie Agnes Philippine Auguste (* 11. September 1785; † 21. April 1865), heiratete 1805 den späteren Oberforstmeister Wilhelm Freiherrn von Wintzingerode (1782–1819).
7. Julius Heinrich Friedrich Ludwig (* 14. Oktober 1786; † 14. März 1853), österreichischer General

Diese Kinder wurden am 10. März 1800 legitimiert und zu Freiherren/Freiinnen von Haynau erhoben.

### Verbannung und Ehe
Einen weiteren Sohn der Freifrau von Lindenthal, Otto (* 12. Juni 1788; † vor 24. Mai 1792), erkannte Wilhelm IX. hingegen nicht an, warf seiner Mätresse Untreue vor und verbannte sie in das Schloss Babenhausen. Dort heiratete sie am 13. Februar 1794 ihren Aufpasser, den späteren großherzoglich-hessischen Kammerrat Johann Georg Kleinhans († 17. Februar 1835) und kam dadurch frei. Nachfahren aus dieser Ehe sollen in den USA leben.

## Weblink
- Lindenthal, Rosa Dorothea Freifrau von. Hessische Biografie. (Stand: 28. November 2023). In: Landesgeschichtliches Informationssystem Hessen (LAGIS).